# 贝利尼奥
贝利尼奥是葡萄牙布拉加区的一个堂区。总面积7.37平方公里，总人口2146人，人口密度291.2人/平方公里。

## 友好城市
- 法國 科尔贝伊-埃松